# Speleoharpactea levantina
Speleoharpactea levantina là một loài nhện trong họ Dysderidae. Chúng được Carles Ribera miêu tả năm 1982, và chỉ được tìm thấy ở Tây Ban Nha.